# Acuzia
Acuzia (I secolo – I secolo) è stata una nobildonna romana.
Acutia discendeva da una famiglia plebea romana, la gens Acutia. Fu la moglie di Publio Vitellio il Giovane. 
È nota in quanto Tacito racconta che, successivamente al matrimonio e dopo la morte di Tiberio, fu accusata da Lelio Balbo e condannata per aver insultato l'imperatore, ma il tribuno della plebe Giunio Otone oppose il proprio veto alla condanna.